# Al-Harak
Al-Harak (arab. الحراك) – miasto w Syrii, w muhafazie Dara. W 2004 roku liczyło 20 760 mieszkańców.